# 塞萨尔·查韦斯
塞萨尔·查韦斯（Cesar Chavez，1927年3月31日—1993年4月23日）是一位美国劳工领袖和民权活动家。与多洛雷斯·韦尔塔一起，他共同创立了全国农场工人协会（NFWA），后来与农业工人组织委员会（AWOC）合并，改组成为联合农场工人（UFW）工会。在思想上，他的世界观结合了左派政治和天主教社会教义。
查韦斯出生于亚利桑那州尤马市的一个墨西哥裔美国人家庭，在美国海军服役两年之前，他的工作生涯是从体力劳动者开始的。他搬到加利福尼亚并在那里结婚，他参与了社区服务组织（CSO），通过该组织帮助劳工登记投票。1959年，他成为CSO的全国主任，这个职位设在洛杉矶。1962年，他离开社区服务组织，共同创建了位于加利福尼亚州德拉诺的NFWA，通过该组织，他发起了一个保险计划、一个信用社，并为农场工人创办了报纸《宠辱不惊》。在那十年的晚些时候，他开始组织农民工的罢工，最引人注目的是1965-1970年成功的德拉诺葡萄罢工。在葡萄罢工中，他的NFWA正式与由拉里·伊特莱昂所创立的的AWOC合并，并于1967年改组成立了UFW。受印度独立领袖圣雄甘地的影响，查韦斯强调直接但非暴力的策略，包括纠察和抵制，以迫使农场主满足罢工者的要求。他的运动充满了罗马天主教的象征意义，包括公开游行、弥撒和禁食。他得到了劳工和左派团体的许多支持，但受到联邦调查局（FBI）的监视。
20世纪70年代初，查韦斯试图通过在美国其他州开设分支机构来扩大UFW在加州以外的影响。他认为非法移民是罢工中工賊的主要来源，他还推动了一场反对非法移民进入美国的运动，这在美墨边境引发了暴力事件，并造成了与美国工人联合会许多盟友的分裂。他对合作社这种组织形式很感兴趣，在基恩建立了一个偏远的公社。他越来越孤立，强调无情的竞选活动，疏远了许多以前支持他的加州农民工，到1973年，UFW失去了它在60年代末赢得的大部分合同和会员资格。他与加州州长杰里·布朗的联盟帮助确保了1975年《加州农业劳动关系法》的通过，尽管UFW争取将其措施写入加州宪法的运动失败了。由于受到了宗教组织“辛安诺”的影响，查韦斯重新强调集体生活，并清除了被他认为是反对者的人。20世纪80年代，UFW的成员逐渐减少，查韦斯重新专注于反杀虫剂运动，并进入房地产开发领域，他使用非工会工人的做法引起了争议。
作为一个有争议的人物，UFW的批评者对查韦斯对工会的专制控制、对他认为不忠诚的人的清洗以及围绕他的个人崇拜提出了担忧，而农场主们则认为他是一个共产主义颠覆者。他成为美国有组织的劳工和左派团体的偶像，死后成为墨西哥裔美国人的 "民间圣人"。他的生日是美国几个州的联邦纪念日，而许多地方都以他的名字命名，1994年他被追授总统自由勋章。